# جان شميد
جان شميد (بالنرويجية: Jan Schmid)‏ (و. 1983  م) هو متزلج قفز، ومتزحلق نوردي مزدوج نرويجي، ولد في تروندهايم، شارك في الألعاب الأولمبية الشتوية 2006، والألعاب الأولمبية الشتوية 2010، والألعاب الأولمبية الشتوية 2002.

## روابط خارجية
- جان شميد على موقع الاتحاد الدولي للتزلج (القفز التزلجي) (الإنجليزية)
- جان شميد على موقع الاتحاد الدولي للتزلج (التزلج النوردي المزدوج) (الإنجليزية)
- جان شميد على موقع اللجنة الأولمبية الدولية (الإنجليزية)
- جان شميد على موقع أوليمبيديا (الإنجليزية)